# Slobodan Jovanović
Slobodan Jovanović (Novi Sad 3 de diciembre de 1869-Londres 12 de diciembre de 1958) fue un historiador serbio y yugoslavo, primer ministro del Reino de Yugoslavia durante la Segunda Guerra Mundial.

## Comienzos
Slobodan Jovanović nació en 1869 fuera de Serbia ya que su padre se había exiliado voluntariamente. De familia intelectual y acomodada, no hubo de preocuparse por labrarse un futuro.
En 1897 comenzó a enseñar en la escuela superior de Belgrado, que en 1905 se convirtió en la Universidad de Belgrado. A diferencia de su padre, que era más político que estudioso, Slobodan fue principalmente un erudito convertido tardíamente en político. Durante sus sesenta años de ejercicio, acumuló diversos honores: fue rector de la Universidad de Belgrado, doctor honoris causa por diversas universidades, miembro de diversas sociedades internacionales... Sus trabajos abarcaron el Derecho, la historia y la escritura. Sus obras legales trataban sobre todo de derecho constitucional, mientras que sus libros de historia se centraban en la del Reino de Serbia a finales del siglo XIX. En la escritura se centró sobre todo en la biografía.
A pesar de no pertenecer a ningún partido Jovanović participó pronto en política. En 1893 fue nombrado secretario del comité del Ministerio de Asuntos Exteriores para cuestiones relacionadas con Macedonia. La cuestión de la posesión de la región, entonces candente, le interesó toda su vida; consideraba a la población de la zona como una mezcla.
En el otoño de 1914, tras el comienzo de la Primera Guerra Mundial, el Gobierno serbio le encargó un estudio sobre la cuestión yugoslava (la unión de los eslavos del sur de Austria-Hungría, Serbia y Montenegro). Opuesto a los Radicales, se vio envuelto en las disputas entre estos, el regente Alejandro y el coronel Dragutin Dimitrijević que acabó con la ejecución de este en el Juicio de Salónica. Jovanović era cercano a este último.
Tras la guerra, presidió el comité sobre derecho internacional de la delegación yugoslava en la Conferencia de Paz de París. Participó más tarde en la redacción de la Constitución de Vidovdan. Durante la regencia del príncipe Pablo Karađorđević, asesoró al mismo en cuestiones legales. Consideraba la dictadura de Alejandro un desastre para los serbios, cuyos partidos había desorganizado sin lograr acabar con el nacionalismo croata.
En 1937 fundó, junto con otros intelectuales, empresarios y políticos la Sociedad Cultural Serbia, que debía de servir como grupo de presión para defender lo que sus miembros consideraban intereses serbios en Yugoslavia. La Sociedad, cada vez más involucrada en la política del país, se opuso al sporazum del verano de 1939 por el que el régimen y la oposición croata del Partido Campesino Croata trataron de resolver su diferencias. Critticó también el acercamiento a Italia y Alemania.

## Entrada en política
Tras el golpe de Estado del 27 de marzo de 1941 Jovanović entró de lleno en la política nacional como vicepresidente del nuevo gobierno del general Dušan Simović. Tras nueve días de gobierno, el ataque alemán acabó con el exilio del rey y del gobierno yugoslavo. Jovanović, con el resto del gabinete, pasó a Londres, donde residió los siguientes dieciocho años.
El Gobierno en el exilio heredó las diferencias de los políticos exiliados del periodo de entreguerras. La desunión entre los políticos, la perpetuación del conflicto serbo-croata, la intromisión de los militares en la política del Gobierno, los cambios de política de las potencias Aliadas hacia los Balcanes y los acontecimientos en Yugoslavia afectaron negativamente a los sucesivos gobiernos.

## Al frente del Gobierno
El 11 de enero de 1942 Jovanović sustituyó a Simović al frente del ejecutivo, incapaces los políticos de acordar otro candidato. Como primer ministro hubo de enfrentarse a los graves problemas que acuciaban al Gobierno. Por convicción personal (contaba con más de 50 años cuando se formó Yugoslavia) Jovanović se consideraba serbio y como tal representaba lo que consideraba intereses serbios en el gabinete. Defendió, sin embargo, con vehemencia la unidad de Yugoslavia. A los representantes yugoslavos en el extranjero que expresaban preferencias claramente serbias (como el representante yugoslavo en los EE. UU., Constantin Fotić), Jovanović les apremió para que siguiesen una política yugoslavista.
Jovanović defendía el mantenimiento de Yugoslavia, aunque no creía en un nacionalismo yugoslavo, sino serbio, croata y esloveno, unido en Yugoslavia por los intereses de los tres. No admitía un nacionalismo montenegrino ni macedonio. Se oponía al modelo de Estado centralista que había regido en Yugoslavia en el periodo de entreguerras. Teóricamente favorable a un nuevo modelo federal, este no quedó muy perfilado y se encontraba en cierta contradicción con su anterior defensa de una región serbia equivalente a la croata en Yugoslavia.
El Gobierno de Jovanović se caracterizó por su decidido apoyo a Draža Mihajlović, al que ascendió a general y más tarde nombró jefe del Estado Mayor y ministro de Defensa.34 La existencia del movimiento de resistencia de Mihailović reforzó la posición del Gobierno exiliado, que contaba con escasas tropas y ningún territorio que administrar. Servía para apuntalar el menguante prestigio del Gobierno. El movimiento chetnik de Mihailović, al principio puramente militar, se fue convirtiendo en político, con unos fines muy similares a los de la Sociedad creada por Jovanović en 1937: defensa de los intereses serbios, antifascismo y anticomunismo. El fin principal de las fuerzas de Mihailović eran la derrota de la revolución comunista representada por los partisanos yugoslavos, la conservación del orden social de entreguerras y la delimitación de las fronteras de la nueva Serbia en la futura Yugoslavia. Jonavonić, como Mihailović, defendió una política de resistencia pasiva hacia los ocupantes, que sólo debía convertirse en activa ante un desembarco Aliado o una evacuación del Eje. En la primavera de 1942 indicó a Mihailović que debía abandonar toda operación a gran escala, que causarías «horribles represalias e inútiles y desproporcionados sacrificios».
Jovanović fue perdiendo su entusiasmo inicial por Gran Bretaña, y se opuso al cambio de política de esta respecto de la insurgencia, con el apoyo a los partisanos de Tito a partir de 1943 y el progresivo abandono de Mihailović.
Tras casi año y medio como primer ministro Jovanović dimitió el 17 de junio de 1943. Su gobierno se había visto marcada por el conflicto nacionalista serbo-croata, que le impidió incluso llegar a un acuerdo entre las partes para proclamar los objetivos  del Gobierno en la contienda. La crisis final que forzó la renuncia de Jovanović fue el anuncio del rey de su intención de casarse, que los ministros croatas utilizaron para lograr la retirada de Jovanović. Antes de cesar, el Gobierno logró en último momento acordar unos objetivos comunes, en los que no se mencionaba a Mihailović, al que privadamente, sin embargo, Jovanović aseguró su apoyo y su esperanza de que la capitulación italiana reforzase sus fuerzas frente a los partisanos.
El 29 de junio de 1943 fue nombrado vicepresidente del nuevo gobierno de Miloš Trifunović. Abandonó la política activa poco después, el 10 de agosto de 1943.

## Últimos años
En 1946 fue condenado in absentia a veinte años de prisión por un tribunal revolucionario. Ese mismo año pasó a presidir el Comité Yugoslavo, supuesto representante político de los exiliados, que fracasó en su intento de unir a los diversos nacionalismos. La ruptura entre Tito y Stalin en 1948 y el acercamiento de los Aliados occidentales al primero acabaron con cualquier posibilidad de respaldo para los emigrados yugoslavos. Jovanović volvió a dedicarse a la escritura.
En 1950, con ochenta años, fue admitido como miembro del Institut de France y más tarde aprendió griego clásico, para poder leer a Platón y Aristóteles sin traducción.
Murió en el exilio en 1959.

## Carácter
Modesto, observador, de lengua acerada y gran memoria, en política se le consideraba como independiente.
Liberal moderado, admiró, como antes su padre, el modelo parlamentario británico. Profesor universitario como su padre, perteneció a la Real Academia Serbia de Ciencias.
Nacionalista y supuestamente favorable a la participación del pueblo, rechazaba, sin embargo, los movimientos de masas. Despreciaba particularmente lo que consideraba demagogia y el extremismo. Esto le llevó a oponerse a los Radicales serbios en su juventud y a los movimientos fascistas y comunistas más tarde. Su escepticismo hacia los partidos y su preferencia por una "política de principios" le llevó a no afiliarse a ninguno. Atraído por los Liberales debido a sus orígenes de clase media acomodada e ideales prooccidentales, estos se hallaban ya en decadencia, y los Radicales le parecían extremistas.
| Predecesor: Dušan Simović | Primer ministro del Reino de Yugoslavia 1942 - 1943 (Gobierno yugoslavo en el exilio desde 1941 a 1945) | Sucesor: Miloš Trifunović |